# Столыпин, Аркадий Дмитриевич
Арка́дий Дми́триевич Столы́пин (21 декабря 1822— 17 ноября 1899) — русский военный и государственный деятель из рода Столыпиных, автор исторических записок. Владелец подмосковной усадьбы Середниково. Отец премьер-министра П. А. Столыпина. Генерал от артиллерии (1883).

## Биография
Родился в семье генерал-майора Дмитрия Алексеевича Столыпина (1785—1826) и Екатерины Аркадьевны Воейковой (1791—1853). Родная его тётка Елизавета Алексеевна была бабушкой М. Ю. Лермонтова. Имя получил в память о деде — генерале Аркадии Анненкове (ум. 1797). В детстве жил в доме купчихи Черновой на Поварской улице, а летом — в родовой усадьбе Середниково.
В шестнадцать лет определился в конную артиллерию в должности фейерверкера 4-го класса, в девятнадцать лет получил первый офицерский чин — прапорщика, но, дослужившись до подпоручика, вышел в отставку; когда русские войска отправились в Венгрию, вновь поступил на военную службу, затем участвовал в Крымской кампании.
Среди друзей Аркадия Столыпина были Лев Толстой и Николай Ростовцев, воевавшие в Крыму. Аркадий Столыпин написал очерк «Ночная вылазка в Севастополе». Его очерк был отправлен в редакцию журнала «Современник» Львом Толстым с личной просьбой к редактору поместить очерк без цензурных правок, и с просьбой извинить автора за «дикую орфографию» рукописи. Опубликована «Ночная вылазка» — 11(23) марта 1855 года.
В период после Крымской войны состоял при Оренбургском и Самарском генерал-губернаторе. В сентябре 1857 года был назначен наказным атаманом Уральского казачьего войска. Оставил большой след в благоустройстве и реформировании городского хозяйства Уральска, устроении народного просвещения и общественных садов, один из бульваров города долгое время носил имя Столыпинского. В 1858 году Столыпиным был построен в Уральске городской театр, открылась библиотека, и даже музыкальная школа.
В январе 1859 года за отличие по службе был награждён чином генерал-майора с зачислением в Свиту Его Императорского Величества. В 1862 году, Столыпин основывает в Уральске войсковую типографию, на территории войска открывается около ста школ (в том числе и школа для девочек), издаются учебники для казаков, он посылает их учиться в Петербург и Москву. После целого ряда конфликтов с новым генерал-губернатором А. П. Безаком в 1862 году испросил увольнение от должности и покинул Уральск.
В мае 1868 года за отличия по службе Столыпин производится в чин генерал-лейтенанта с оставлением по конной артиллерии, а в июне 1869 года оставляет военную службу, получает гражданский чин тайного советника и назначается шталмейстером Двора Его Императорского Величества. В этом году он продает Середниково московскому купцу первой гильдии Ивану Григорьевичу Фирсанову и переезжает вместе с семьёй в имение Колноберже Ковенской губернии.

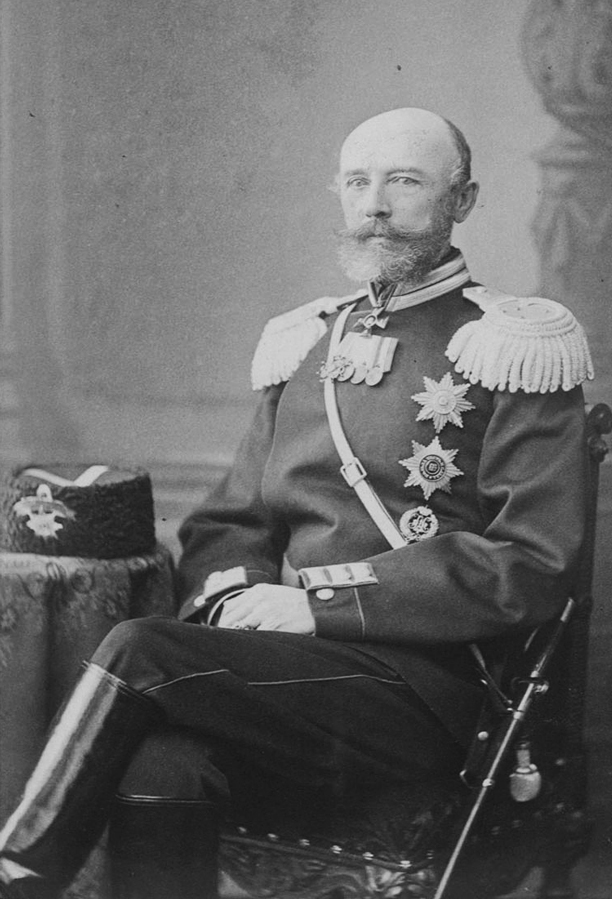
Столыпин А. Д. Примерно 1880 г.

Русско-турецкая война 1877–1878 годов приостановила гражданскую деятельность Столыпина. В начале войны, император Александр II проезжал через Вильну, где Аркадий Дмитриевич встречал его на вокзале. Увидев Столыпина в придворном мундире, государь сказал: «Как грустно мне видеть тебя не в военной форме», на что Аркадий Дмитриевич ответил: «Буду счастлив её надеть, ваше величество». «Тогда назначаю командовать корпусом действующей армии» — решил Александр II. Столыпин опять поступил на военную службу в действующую армию и отправился на войну. Состоял при главнокомандующем Дунайской армией. За отличия 21 ноября 1878 года был пожалован орденом Белого орла с мечами. Супруга, княжна Наталья Михайловна Горчакова, поехала с мужем. Она выполняла работу сестры милосердия, ухаживала за ранеными под неприятельским огнём, за что была награждена бронзовую медалью.
По окончании войны Столыпин был назначен генерал-губернатором Восточной Румелии и Адрианопольского санджака (будущей Болгарии). С 1879 года командовал 9-м армейским корпусом, с 1886 года — Гренадерским корпусом. В 1883 году произведён в генералы от артиллерии. В 1889 году был назначен членом Александровского комитета о раненых, а в марте 1892 года назначается заведующим Дворцовой частью в Москве (комендантом Московского Кремля), в каковой должности находился до своей смерти от паралича сердца 17 ноября 1899 года. Кроме военных чинов имел высокий придворный чин камергера, заслужил два монарших благоволения, 11 орденов, 8 медалей и знаков. Похоронен был в Новодевичьем монастыре.
Поддерживал дружеские отношения с Львом Николаевичем Толстым, с которым познакомился в Севастополе во время Крымской компании. Написал в 1869 году «Историю России для народного и солдатского чтения» и ряд статей и воспоминаний, опубликованных в разных журналах и газетах. В часы досуга сочинял музыку и увлекался скульптурой. Так, на академической выставке 1869 года экспонировались два скульптурных произведения Столыпина: «Голова Спасителя» (по описанию Флавия) и «Медаль статуи Спасителя».

## Воинские звания
* В службу вступил (14.02.1838)
* Прапорщик (01.04.1841)
* Подпоручик (29.07.1846)
* Поручик (20.07.1849)
* Штабс-капитан (20.07.1851)
* Капитан (09.03.1854)
* Флигель-адъютант (14.06.1855)
* Полковник (12.11.1855)
* Генерал-майор (ст. 23.04.1861)
* Генерал-лейтенант (20.05.1868)
* Генерал-адъютант (1879)
* Генерал от артиллерии (15.05.1883)

## Награды
российские:
* Орден Святой Анны 3 ст. (1845)
* Орден Святого Владимира 4 ст. с бантом (1854)
* Орден Святой Анны 2 ст. с мечами (1855)
* Орден Святого Владимира 3 ст. (1859)
* Орден Святого Станислава 1 ст. (1861)
* Орден Святой Анны 1 ст. с императорской короной (1866)
* Орден Святого Владимира 2 ст. с мечами (1877)
* Орден Белого Орла с мечами (1878)
* Орден Святого Александра Невского (1886)
* Бриллиантовые знаки к Ордену Святого Александра Невского (1890)
* Знак отличия за XL лет беспорочной службы (1895)
* Орден Святого Владимира 1 ст. (1896)
иностранные:
* Персидский Орден Льва и Солнца 1 ст. (1896)
* Турецкий Орден Османие 1 ст. (1896)
* Японский Орден Восходящего солнца 1 ст. (1898)
* Бухарский Орден Короны государства Бухары с бриллиантами (1898)

## Семья

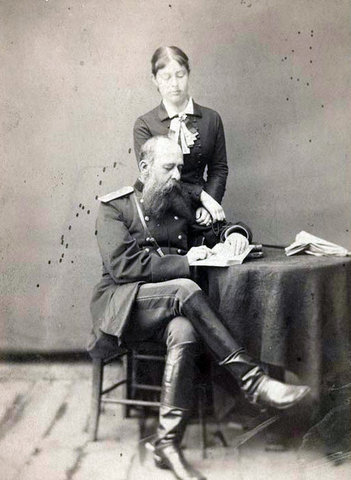
Аркадий Дмитриевич Столыпин с дочерью Марией

Первая жена — Екатерина Андриановна Устинова (1825—1846), дочь Адриана Михайловича Устинова, владельца богатой усадьбы Беково. Умерла в Одессе после родов. Сын:
- Дмитрий Аркадьевич (1846—1899) после войны с турками вышел в отставку, вёл хозяйство в материнском имении Большие Озерки Вольского уезда.

Вторая жена — княжна Наталья Михайловна Горчакова (30.05.1827—20.11.1889), фрейлина двора (1847), дочь генерала Михаила Дмитриевича Горчакова — наместника Царства Польского и троюродного брата Николая Ильича Толстого — отца Льва Николаевича Толстого (общий предок — Князь Иван Фёдорович Горчаков (1694—1750), подполковник, воевода в Суздале). По отзыву современников, была умной и образованной женщиной, но отличалась скверным характером, из-за которого её муж не раз хотел пустить себе пулю в лоб. В конце 1860-х годов Столыпин разошёлся со свою женою, которая поселилась в Москве, где жила весьма весело. Во время русско-турецкой войны Наталья Михайловна была сестрой милосердия и получила бронзовую медаль «Знак милосердия» за уход за ранеными. С 1880 года по состоянию здоровья почти постоянно жила за границей, в основном в Лозанне на Женевском озере. Похоронена в Петербурге в Александро-Невской лавре на Никольском кладбище рядом со старшим сыном. Дети:
- Михаил Аркадьевич (1859—1882), прапорщик лейб-гвардии Преображенского полка; убит на дуэли князем И.Н. Шаховским, а его невеста Ольга Нейдгардт вышла замуж за его младшего брата Петра. Похоронен в Александро-Невской лавре на Никольском кладбище (9-я дор.)[9][10].
- Мария Аркадьевна (1861—1923), в замужестве Офросимова; вела с мужем усадебное хозяйство в селе Чувардино Дмитровского уезда Орловской губернии (ныне Дмитровский район Орловской области).
- Пётр Аркадьевич (1862—1911), министр внутренних дел и председатель Совета министров, знаменитый реформатор.
- Александр Аркадьевич (1863—1925), редактор «Санкт-Петербургских новостей»; после революции эмигрировал в Югославию.